# Новозахаркино (Духовницкий район)
Новозахаркино — село в Духовницком районе Саратовской области, административный центр сельского поселения Новозахаркинское муниципальное образование.
Население — 688 (2010).

## История
В Списке населённых мест Российской империи по сведениям за 1859 год упоминается как казённое сельцо Новозахаркино. Сельцо относилось к Николаевскому уезду Самарской губернии и располагалось между Волгским и Хвалынскими трактами на расстоянии 30 вёрст от уездного города. В населённом пункте проживало 294 мужчины и 291 женщина, имелся православный молитвенный дом. 
Согласно населённых мест Самарской губернии по сведениям за 1889 год село относилось к Хлебновской волости (волостное правление находилось в деревне Озинка). В селе проживали 1097 жителей, мордва и русские, раскольники и православные. Земельный надел составлял 2519 десятин удобной и 1339 десятин неудобной земли, имелось церковь и 2 ветряные мельницы. Согласно переписи 1897 года в селе проживали 1183 жителя, 978 православных и 203 старообрядца (приемлющие австрийское священство и беспоповцы).
Согласно Списку населённых мест Самарской губернии 1910 года в селе, которое к тому времени стало центром Хлебновской волости, проживали 732 мужчины и 751 женщина, в селе имелись церковь, земская и церковно-приходская школы, волостное правление, механическая и  4 ветряные мельницы, работали фельдшер и урядник.

## Физико-географическая характеристика
Село находится в Заволжье, на левом берегу реки Красной, на высоте около 35 метров над уровнем моря. Почвы - лугово-чернозёмные.
Село расположено примерно в 38 км по прямой в юго-восточном направлении от районного центра посёлка Духовницкое. По автомобильным дорогам расстояние до районного центра составляет 46 км, до города Балаково - 59 км, до областного центра города Саратов - 220 км, до Самары - 240 км.
Часовой пояс
Новозахаркино, как и вся Саратовская область, находится в часовой зоне МСК+1. Смещение применяемого времени относительно UTC составляет +4:00.

## Население
Динамика численности населения по годам:
| Годы      | 1859 | 1889 | 1897 | 1910 | 2002 |
| --------- | ---- | ---- | ---- | ---- | ---- |
| Население | 585  | 1097 | 1183 | 1483 | 830  |

| 2002 | 2010 |
| ---- | ---- |
| 830  | ↘688 |

Национальный состав
Согласно результатам переписи 2002 года русские составляли 96 % населения села.